# Apis mellifera meda
Apis mellifera meda este o subspecie din Persia a albinei melifere europene (Apis mellifera).